# Чемпионат Европы по спортивной акробатике 1979
2-й чемпионат Европы по спортивной акробатике состоялся в городе Сегед, Венгрия, в мае-июне 1979 года. Имел статус открытого чемпионата и в нём принимали участие спортсмены из США.

## Результаты

### Мужские акробатические прыжки

#### Многоборье
| Ранг | Гимнаст            | Страна   | Очки  |
| ---- | ------------------ | -------- | ----- |
| 1    | Александр Рассолин | СССР     | 39,39 |
| 2    | Вадим Биндлер      | СССР     | 38,86 |
| 3    | Пламен Евтимов     | Болгария | 38,12 |

#### Первое упражнение
| Ранг | Гимнаст            | Страна   | Очки  |
| ---- | ------------------ | -------- | ----- |
| 1    | Вадим Биндлер      | СССР     | 19,76 |
| 2    | Райчо Колев        | Болгария | 19,16 |
| 3    | Александр Рассолин | СССР     | 18,83 |

#### Второе упражнение
| Ранг | Гимнаст            | Страна   | Очки  |
| ---- | ------------------ | -------- | ----- |
| 1    | Александр Рассолин | СССР     | 19,59 |
| 2    | Пламен Евтимов     | Болгария | 19,56 |
| 3    | Вадим Биндлер      | СССР     | 19,43 |

### Мужские пары

#### Многоборье
| Ранг | Гимнасты                         | Страна   | Очки  |
| ---- | -------------------------------- | -------- | ----- |
| 1    | В. Мачуга, В. Почивалов          | СССР     | 39,32 |
| 2    | Димитр Русанов, Петко Петков     | Болгария | 38,72 |
| 3    | Адам Клиш, Кшиштоф Оленьджинский | Польша   | 38,55 |

#### Баланс
| Ранг | Гимнасты                         | Страна   | Очки  |
| ---- | -------------------------------- | -------- | ----- |
| 1    | В. Мачуга, В. Почивалов          | СССР     | 19,56 |
| 2    | Димитр Русанов, Петко Петков     | Болгария | 19,53 |
| 3    | Адам Клиш, Кшиштоф Оленьджинский | Польша   | 19,26 |

#### Темп
| Ранг | Гимнасты                         | Страна   | Очки  |
| ---- | -------------------------------- | -------- | ----- |
| 1    | В. Мачуга, В. Почивалов          | СССР     | 19,76 |
| 2    | Димитр Русанов, Петко Петков     | Болгария | 19,36 |
| 3    | Адам Клиш, Кшиштоф Оленьджинский | Польша   | 19,33 |

### Мужские группы

#### Многоборье
| Ранг | Гимнасты                                                       | Страна   | Очки  |
| ---- | -------------------------------------------------------------- | -------- | ----- |
| 1    | Л. Песок, В. Мотренко, Ю. Мотренко, М. Смирнов                 | СССР     | 39,22 |
| 2    | Славомир Халада, Богдан Зайонц, Войцех Швечик, Лешек Антонович | Польша   | 39,19 |
| 3    | И. Стойчев, В. Петаков, С. Киров, Петров                       | Болгария | 38,66 |

#### Первое упражнение
| Ранг | Гимнасты                                                       | Страна   | Очки  |
| ---- | -------------------------------------------------------------- | -------- | ----- |
| 1    | Л. Песок, В. Мотренко, Ю. Мотренко, М. Смирнов                 | СССР     | 19,66 |
| 2    | Славомир Халада, Богдан Зайонц, Войцех Швечик, Лешек Антонович | Польша   | 19,60 |
| 3    | И. Стойчев, В. Петаков, С. Киров, Петров                       | Болгария | 19,30 |

#### Второе упражнение
| Ранг | Гимнасты                                                       | Страна   | Очки  |
| ---- | -------------------------------------------------------------- | -------- | ----- |
| 1    | Славомир Халада, Богдан Зайонц, Войцех Швечик, Лешек Антонович | Польша   | 19,76 |
| 2    | И. Стойчев, В. Петаков, С. Киров, Петров                       | Болгария | 19,50 |
| 3    | Л. Песок, В. Мотренко, Ю. Мотренко, М. Смирнов                 | СССР     | 19,40 |

### Женские акробатические прыжки

#### Многоборье
| Ранг | Гимнаст            | Страна   | Очки  |
| ---- | ------------------ | -------- | ----- |
| 1    | Валентина Чухарева | СССР     | 39,16 |
| 2    | Людмила Цыганова   | Польша   | 38,68 |
| 3    | Мела Мустафова     | Болгария | 38,22 |

#### Первое упражнение
| Ранг | Гимнаст            | Страна | Очки  |
| ---- | ------------------ | ------ | ----- |
| 1    | Валентина Чухарева | СССР   | 19,46 |
| 1    | Людмила Цыганова   | СССР   | 19,46 |
| 3    | Мела Мустафова     | Польша | 19,16 |

#### Второе упражнение
| Ранг | Гимнаст            | Страна | Очки  |
| ---- | ------------------ | ------ | ----- |
| 1    | Валентина Чухарева | СССР   | 19,60 |
| 2    | Людмила Цыганова   | СССР   | 19,46 |
| 3    | Агата Островска    | Польша | 18,72 |

### Женские пары

#### Многоборье
| Ранг | Гимнасты                             | Страна   | Очки  |
| ---- | ------------------------------------ | -------- | ----- |
| 1    | Надежда Тищенко, Маргарита Кухаренко | СССР     | 39,32 |
| 2    | Стефка Генчева, Таня Христова        | Болгария | 38,69 |
| 3    | Ева Андершевска, Ева Руцка           | Польша   | 38,61 |

#### Первое упражнение
| Ранг | Гимнасты                             | Страна   | Очки  |
| ---- | ------------------------------------ | -------- | ----- |
| 1    | Надежда Тищенко, Маргарита Кухаренко | СССР     | 19,62 |
| 2    | Стефка Генчева, Таня Христова        | Болгария | 19,33 |
| 3    | Р. О’Бэннон, Дж. Хаген               | США      | 19,09 |

#### Второе упражнение
| Ранг | Гимнасты                             | Страна   | Очки  |
| ---- | ------------------------------------ | -------- | ----- |
| 1    | Надежда Тищенко, Маргарита Кухаренко | СССР     | 19,56 |
| 2    | Стефка Генчева, Таня Христова        | Болгария | 19,23 |
| 3    | Ева Андершевска, Ева Руцка           | Польша   | 19,19 |

### Женские группы

#### Многоборье
| Ранг | Гимнасты                                          | Страна   | Очки  |
| ---- | ------------------------------------------------- | -------- | ----- |
| 1    | Татьяна Исаенко, Галина Удодова, Галина Корчемная | СССР     | 39,02 |
| 2    | Мария Димитрова, Бонка Енчева, М. Матеева         | Болгария | 38,85 |
| 3    | Э. Бекер, Д. Дацевич, И. Слоньска                 | Польша   | 38,42 |

#### Первое упражнение
| Ранг | Гимнасты                                          | Страна   | Очки  |
| ---- | ------------------------------------------------- | -------- | ----- |
| 1    | Мария Димитрова, Бонка Енчева, М. Матеева         | Болгария | 19,43 |
| 2    | Татьяна Исаенко, Галина Удодова, Галина Корчемная | СССР     | 19,30 |
| 3    | Э. Бекер, Д. Дацевич, И. Слоньска                 | Польша   | 19,26 |

#### Второе упражнение
| Ранг | Гимнасты                                          | Страна   | Очки  |
| ---- | ------------------------------------------------- | -------- | ----- |
| 1    | Татьяна Исаенко, Галина Удодова, Галина Корчемная | СССР     | 19,62 |
| 2    | Мария Димитрова, Бонка Енчева, М. Матеева         | Болгария | 19,39 |
| 3    | Э. Бекер, Д. Дацевич, И. Слоньска                 | Польша   | 19,20 |

### Смешанные пары

#### Многоборье
| Ранг | Гимнасты                      | Страна   | Очки  |
| ---- | ----------------------------- | -------- | ----- |
| 1    | Илона Яранс, Вадим Письменный | СССР     | 39,46 |
| 2    | М. Моллова, Д. Минчев         | Болгария | 38,96 |
| 3    | Тэттон, Ашкинази              | США      | 38,76 |

#### Первое упражнение
| Ранг | Гимнасты                      | Страна   | Очки  |
| ---- | ----------------------------- | -------- | ----- |
| 1    | М. Моллова, Д. Минчев         | Болгария | 19,56 |
| 2    | Илона Яранс, Вадим Письменный | СССР     | 19,53 |
| 3    | Тэттон, Ашкинази              | США      | 19,36 |

#### Второе упражнение
| Ранг | Гимнасты                      | Страна   | Очки  |
| ---- | ----------------------------- | -------- | ----- |
| 1    | Илона Яранс, Вадим Письменный | СССР     | 19,73 |
| 2    | М. Моллова, Д. Минчев         | Болгария | 19,49 |
| 3    | Тэттон, Ашкинази              | США      | 19,40 |